# コスモヴァレンチ
コスモヴァレンチ（欧字名:Cosmo Valenti、2002年6月15日 - 不明）は、日本の競走馬、繁殖牝馬。主な勝ち鞍に2004年の小倉2歳ステークス。
繁殖牝馬としては、2014年のJBCスプリントなどを制したドリームバレンチノ、交流重賞2勝のウインムートを出した。

## 経歴

### 競走馬時代
新馬戦を5馬身差で圧勝すると、連闘で臨んだ小倉2歳ステークスでは武幸四郎を鞍上に迎え、好位からの競馬で2着ケイアイフウジンに3/4馬身の差をつけて優勝、勝ちタイムの1:08.2はレースレコードであった。また、この勝利は、マイネルラヴ産駒の重賞初制覇でもあった。その後、1年3か月にも及ぶ骨折休養を挟んで臨んだ2005年の阪神牝馬ステークスで大差の10着に敗れたのち、引退となった。

### 繁殖牝馬時代
引退後はビッグレッドファームで繁殖牝馬となった。
初仔のドリームバレンチノはJBCスプリント、東京盃、函館スプリントステークス、シルクロードステークス、兵庫ゴールドトロフィー優勝馬。2番仔マイネショコラーデは函館2歳ステークス2着。3番仔マイネルハートレーは佐賀競馬の重賞を5勝した。6番仔ウインムートは全兄ドリームバレンチノに続き兵庫ゴールドトロフィーを勝利したが、2019年8月28日に熱中症とみられる症状で立てなくなり、安楽死処分となった。その4日後の小倉2歳ステークスでは、2番仔マイネショコラーデの子であるマイネルグリットが優勝し、祖母と孫での小倉2歳ステークス制覇を達成した。
その後は2019年から不受胎が続き、2021年7月15日日付で転売不明となっている。

## 競走成績
以下の内容は、netkeiba.comおよびJBISサーチに基づく。
| 競走日     | 競馬場 | 競走名    | 格   | 距離（馬場）  | 頭 数 | 枠 番 | 馬 番 | オッズ （人気） | 着順 | タイム （上り3F） | 着差 | 騎手     | 斤量 | 1着馬（2着馬）         |
| ---------- | ------ | --------- | ---- | ------------- | ----- | ----- | ----- | --------------- | ---- | ----------------- | ---- | -------- | ---- | ---------------------- |
| 2004.08.29 | 小倉   | 2歳新馬   |      | 芝1000m（良） | 9     | 3     | 3     | 04.9（3人）     | 01着 | 0:57.2 (33.7)     | -0.8 | 高野容輔 | 52Kg | （ニホンピロストンプ） |
| 0000.09.05 | 小倉   | 小倉2歳S  | GIII | 芝1200m（良） | 13    | 6     | 8     | 11.6（4人）     | 01着 | 1:08.2 (34.6)     | -0.1 | 武幸四郎 | 54Kg | （ケイアイフウジン）   |
| 2005.12.18 | 阪神   | 阪神牝馬S | GII  | 芝1600m（良） | 11    | 6     | 7     | 62.6（8人）     | 10着 | 1:37.9 (37.2)     | -3.4 | 武幸四郎 | 54Kg | アドマイヤグルーヴ     |

## 繁殖成績
| 生年 | 馬名               | 性 | 毛色   | 父                 | 馬主                                                 | 厩舎                                                       | 戦績                                                                                   | 出典   |
| ---- | ------------------ | -- | ------ | ------------------ | ---------------------------------------------------- | ---------------------------------------------------------- | -------------------------------------------------------------------------------------- | ------ |
| 2007 | ドリームバレンチノ | 牡 | 青毛   | ロージズインメイ   | セゾンレースホース（株） →ライオンレースホース（株） | 栗東・加用正                                               | 55戦12勝（引退・種牡馬） 函館スプリントS、シルクロードS、兵庫GT、JBCスプリント、東京盃 | [ 8 ]  |
| 2008 | マイネショコラーデ | 牝 | 青鹿毛 | ロージズインメイ   | （株）サラブレッドクラブ・ラフィアン                 | 栗東・吉田直弘                                             | 20戦1勝（引退・繁殖） 函館2歳S2着                                                      | [ 9 ]  |
| 2009 | マイネルハートレー | 牡 | 青鹿毛 | ディープインパクト | （株）サラブレッドクラブ・ラフィアン →堤保政         | 栗東・加用正 →佐賀・山田義人                               | 46戦7勝（引退） 文月賞、仙酔峡賞、大淀川賞、五ケ瀬川賞、球磨川賞                       | [ 10 ] |
| 2011 | マイネヴァリエンテ | 牝 | 鹿毛   | コンデュイット     | （株）サラブレッドクラブ・ラフィアン                 | 栗東・加用正 →美浦・水野貴広                               | 32戦2勝（引退・繁殖）                                                                  | [ 11 ] |
| 2012 | ウインアキレア     | 牝 | 鹿毛   | コンデュイット     | （株）ウイン                                         | 栗東・加用正                                               | 22戦3勝（引退・繁殖）                                                                  | [ 12 ] |
| 2013 | ウインムート       | 牡 | 青鹿毛 | ロージズインメイ   | （株）ウイン                                         | 栗東・加用正                                               | 33戦10勝（引退） 兵庫ゴールドトロフィー、さきたま杯                                    | [ 13 ] |
| 2014 | ウインアブソルート | 牡 | 黒鹿毛 | ステイゴールド     | （株）ウイン                                         | 栗東・加用正                                               | 5戦0勝（引退）                                                                         | [ 14 ] |
| 2015 | ウインフォルティス | 牡 | 鹿毛   | ステイゴールド     | （株）ウイン                                         | 栗東・加用正                                               | 35戦6勝（引退）                                                                        | [ 15 ] |
| 2017 | ウインセレナード   | 牝 | 鹿毛   | オルフェーヴル     | （株）ウイン                                         | 栗東・加用正 →笠松・後藤佑耶                               | 10戦0勝（引退・繁殖）                                                                  | [ 16 ] |
| 2019 | ウインヴェルデ     | 牡 | 黒鹿毛 | ロージズインメイ   | （株）ウイン                                         | 栗東・加用正 →笠松・笹野博司 →栗東・加用正 →高知・打越勇児 | 41戦10勝（現役）                                                                       | [ 17 ] |

- 2025年4月22日現在。

## 血統表
| コスモヴァレンチの血統       | コスモヴァレンチの血統                                | コスモヴァレンチの血統      | （血統表の出典）            | （血統表の出典）    |
| 父系                         | ミスタープロスペクター系                              | ミスタープロスペクター系    | ミスタープロスペクター系    | [ § 2 ]             |
| 父 *マイネルラヴ 1995 青鹿毛 | 父の父Seeking the Gold 1985 鹿毛                      | Mr. Prospector              | Raise a Native              | Raise a Native      |
| 父 *マイネルラヴ 1995 青鹿毛 | 父の父Seeking the Gold 1985 鹿毛                      | Mr. Prospector              | Gold Digger                 |                     |
| 父 *マイネルラヴ 1995 青鹿毛 | 父の父Seeking the Gold 1985 鹿毛                      | Con Game                    | Buckpasser                  | Buckpasser          |
| 父 *マイネルラヴ 1995 青鹿毛 | 父の父Seeking the Gold 1985 鹿毛                      | Con Game                    | Broadway                    |                     |
| 父 *マイネルラヴ 1995 青鹿毛 | 父の母Heart of Joy 1987 黒鹿毛                        | *リイフォー                 | Lyphard                     | Lyphard             |
| 父 *マイネルラヴ 1995 青鹿毛 | 父の母Heart of Joy 1987 黒鹿毛                        | *リイフォー                 | Klaizia                     |                     |
| 父 *マイネルラヴ 1995 青鹿毛 | 父の母Heart of Joy 1987 黒鹿毛                        | Mythographer                | Secretariat                 | Secretariat         |
| 父 *マイネルラヴ 1995 青鹿毛 | 父の母Heart of Joy 1987 黒鹿毛                        | Mythographer                | Arachne                     |                     |
| 母 イブキローマン 1983 芦毛  | 母の父*ブレイヴェストローマン Bravest Roman 1972 鹿毛 | Never Bend                  | Nasrullah                   | Nasrullah           |
| 母 イブキローマン 1983 芦毛  | 母の父*ブレイヴェストローマン Bravest Roman 1972 鹿毛 | Never Bend                  | Lalun                       |                     |
| 母 イブキローマン 1983 芦毛  | 母の父*ブレイヴェストローマン Bravest Roman 1972 鹿毛 | Roman Song                  | Roman                       | Roman               |
| 母 イブキローマン 1983 芦毛  | 母の父*ブレイヴェストローマン Bravest Roman 1972 鹿毛 | Roman Song                  | Quiz Song                   |                     |
| 母 イブキローマン 1983 芦毛  | 母の母シラフジビゼン 1975 芦毛                        | *バーバー                   | Princely Gift               | Princely Gift       |
| 母 イブキローマン 1983 芦毛  | 母の母シラフジビゼン 1975 芦毛                        | *バーバー                   | Desert Girl                 |                     |
| 母 イブキローマン 1983 芦毛  | 母の母シラフジビゼン 1975 芦毛                        | カネワカタケ                | *ライジングフレーム         | *ライジングフレーム |
| 母 イブキローマン 1983 芦毛  | 母の母シラフジビゼン 1975 芦毛                        | カネワカタケ                | レデーラスタム              |                     |
| 母系(F-No.)                  | ユーレーシア系(FN:2-n)                                | ユーレーシア系(FN:2-n)      | ユーレーシア系(FN:2-n)      | [ § 3 ]             |
| 5代内の近親交配              | Nasrullah 4×5=9.38%（母内）                           | Nasrullah 4×5=9.38%（母内） | Nasrullah 4×5=9.38%（母内） | [ § 4 ]             |
| 出典                         | 1. 2. 3. 4.                                           | 1. 2. 3. 4.                 | 1. 2. 3. 4.                 | 1. 2. 3. 4.         |

祖母シラフジビゼンの全姉カネアザミの産駒に東京大賞典優勝馬ドルフィンボーイがいる。